# Borg (film, 2017)
För andra betydelser, se Borg (olika betydelser).
Borg , engelsk titel: Borg vs McEnroe eller Borg McEnroe, är en svensk biografisk dramafilm om tennisspelaren Björn Borg. Den hade svensk premiär den 8 september 2017. Den är regisserad av danske Janus Metz Pedersen efter ett manus av Ronnie Sandahl. Huvudrollen spelas av Sverrir Gudnason.

## Handling
Filmen skildrar åren i Björn Borgs liv då han gjorde resan från Södertälje till världseliten, samt rivaliteten mellan honom och amerikanen John McEnroe (spelad av Shia LaBeouf) och finalmatchen dem emellan i Wimbledonmästerskapen 1980.

## Produktion
Inspelningen drog igång i augusti 2016 och ägde rum i Stockholm, Göteborg, Prag, London och New York.
Den 16 maj 2017 släpptes den första förkortade trailern till filmen. Den 4 juli senare samma år släppte SF en komplett trailer av filmen.

## Övriga medverkande
Den svenske skådespelaren Björn Granath gjorde sin sista svenska filmroll, innan sin bortgång i februari 2017. Stellan Skarsgård medverkar i en av sina första svenska filmer på cirka tio år. Björn Borgs son Leo Borg spelar huvudkaraktären som ung.

## Rollista (i urval)
| Sverrir Gudnason    | – Björn Borg                                 |
| Shia LaBeouf        | – John McEnroe                               |
| Stellan Skarsgård   | – Lennart "Labbe" Bergelin                   |
| Tuva Novotny        | – Mariana Simionescu                         |
| Robert Emms         | – Vitas Gerulaitis                           |
| David Bamber        | – George Barnes                              |
| Scott Arthur        | – Peter Fleming                              |
| Jane Perry          | – Kay McEnroe                                |
| Ian Blackman        | – John Patrick McEnroe Sr, John McEnroes far |
| Claes Ljungmark     | – Mats Hasselquist                           |
| Dag Malmberg        | – Klubbordförande                            |
| Björn Granath       | – Bengt Grive                                |
| Thomas Hedengran    | – Lennart Hyland                             |
| Christopher Wagelin | – Ulf Nordal                                 |
| Mats Blomgren       | – Rune Borg, Björn Borgs far                 |
| Julia Marko-Nord    | – Margareta Borg, Björn Borgs mor            |
| Felix Engström      | – Tennistränare                              |
| Anders Berg         | – Tennistränare                              |
| Colin Stinton       | – Programledare                              |
| David Bowles        | – Fransk kommentator                         |
| Janis Ahern         | – Psykolog                                   |
| Tom Datnow          | – Jimmy Connors                              |
| Dan Anders Carrigan | – Ove Bengtson                               |
| Vincent Eriksson    | – Brian Gottfried                            |
| Ronnie Sandahl      | – Svensk reporter                            |
| Demetri Goritsas    | – Borgs agent #1                             |
| Roy McCrerey        | – Borgs agent #2                             |
| Markus Mossberg     | – Ung Björn Borg, 15 år                      |
| Leo Borg            | – Ung Björn Borg, 9-13 år                    |